# Olympische Sommerspiele 2008/Teilnehmer (Benin)
| Gelbes Symbol für Goldmedaillen mit stilisierten Olympischen Ringen | Graues Symbol für Silbermedaillen mit stilisierten Olympischen Ringen | Braundes Symbol für Bronzemedaillen mit stilisierten Olympischen Ringen |
| ------------------------------------------------------------------- | --------------------------------------------------------------------- | ----------------------------------------------------------------------- |
| —                                                                   | —                                                                     | —                                                                       |

Benin nahm an den Olympischen Sommerspielen 2008 in der chinesischen Hauptstadt Peking mit fünf Athleten, zwei Frauen und drei Männern, in drei Sportarten teil.
Seit 1972 in München war es die neunte Teilnahme eines Teams aus Benin bei Olympischen Sommerspielen.

## Flaggenträger
Die 200-Meter-Läuferin Fabienne Feraez trug die Flagge Benins während der Eröffnungsfeier im Nationalstadion.

## Teilnehmer nach Sportarten

### Leichtathletik
- Fabienne Feraez
- Saka Souliath

### Schwimmen
- Aloïs Dansou
Männer, 50 m Freistil: 62. Platz (24,54 s)
- Gloria Koussihouede
Frauen, 50 m Freistil: 87. Platz (37,09 s)

### Taekwondo
- Jean Moloise Ogoudjobi